# نوكيا 6681

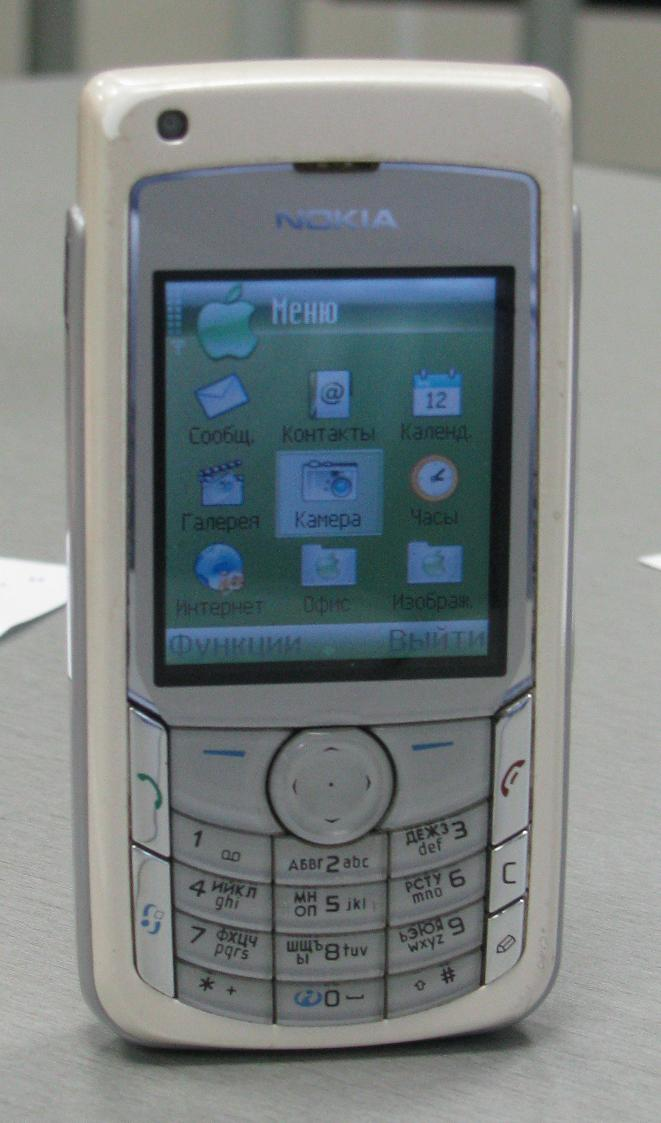

نوكيا 6681 هو أحد أجهزة نوكيا، شركة الهواتف والتقنية النقالة. يأتي هذا الجهاز مع شاشة نوعها 176 * 208 18-بت (262,144) لون. تم إصدار هذا الجهاز في 2005. أما بالنسبة لوضعية إنتاجه الحالية فلا يزال يُنتج. تقنيته/تردده هي النظام العالمي للإتصالات المتنقلة. جيل الجهاز هو BB5.0. عامل الشكل (التصميم) للجهاز هو "قطعة حلوى.